# 北美洲货币列表
北美洲货币列表列出北美洲23个主权国家的18种正式流通的货币。
北美常用货币美元是一种储备货币，美国每年与其他国家和地区之间的经济往来价值约为1万亿美元。美元还是大多数国际大宗商品的定价货币 。美元还被多个国家选为官方货币，或者在一些国家具有法偿地位，与另外一种货币共存，或者在一些国家虽没有法偿地位，但被广泛使用。
东加勒比元是北美洲流通国家最多的货币。东加勒比元实行钉住汇率制，在1976年以前，钉住英镑，自1976年后釘住美元 。东加勒比元是东加勒比国家组织7个主权国家成员和英国海外领地安圭拉的官方流通货币，东加勒比国家组织成员中只有英国海外领地英属维尔京群岛不使用東加勒比元，而是把美元作为官方货币。东加勒比中央银行于1983年成立，负责东加勒比元发行并保持币值稳定。

## 北美洲当前流通的货币列表
| 国家           | 当前货币            | 货币符号 | 辅币单位                    | 曾用货币         | 中央银行网址                                                                   |
| -------------- | ------------------- | -------- | --------------------------- | ---------------- | ------------------------------------------------------------------------------ |
| 安地卡及巴布達 | 东加勒比元          | $        | 分（Cent）                  | 英屬西印度群島元 | 东加勒比中央银行（页面存档备份，存于）                                         |
| 巴哈马         | 巴哈馬元            | $        | 分（Cent）                  | 英镑             | 巴哈馬中央银行（页面存档备份，存于）                                           |
|                | 巴巴多斯元          | $        | 分（Cent）                  | 英屬西印度群島元 | 巴巴多斯国家银行（页面存档备份，存于）                                         |
|                | 伯利兹元            | $        | 分（Cent）                  | 西班牙银元       | 伯利兹中央银行（页面存档备份，存于）                                           |
| 加拿大         | 加拿大元            | $        | 分（Cent）                  | 加拿大镑         | 加拿大银行                                                                     |
|                | 哥斯达黎加克朗      | ₡        | 分（Céntimo）               | 哥斯达黎加比索   | 哥斯达黎加国家银行（页面存档备份，存于）                                       |
| 古巴           | 古巴比索 可兑换比索 | CUC$ ₱   | 分（Centavo） 分（Centavo） | 无               | 古巴中央银行                                                                   |
| 多米尼克       | 东加勒比元          | $        | 分（Cent）                  | 英屬西印度群島元 | 多米尼克国家银行（页面存档备份，存于）, 东加勒比中央银行（页面存档备份，存于） |
|                | 多米尼加比索        | RD$      | 分（Centavo）               | 无               | 多米尼加共和国中央银行                                                         |
| 薩爾瓦多       | 美元                | $        | 分（Cent）                  | 无               | 萨尔瓦多中央储备银行（页面存档备份，存于）                                     |
| 格瑞那達       | 东加勒比元          | $        | 分（Cent）                  | 英屬西印度群島元 | 东加勒比中央银行（页面存档备份，存于）                                         |
|                | 危地马拉格查尔      | Q        | 分（Centavo）               | 无               | 危地马拉中央银行（页面存档备份，存于）                                         |
| 海地           | 海地古德            | G        | 分（Centime）               | 海地里弗尔       | 海地共和国银行                                                                 |
|                | 洪都拉斯伦皮拉      | L        | 分（Centavo）               | 洪都拉斯比索     | 洪都拉斯中央银行（页面存档备份，存于）                                         |
| 牙买加         | 牙買加元            | J$       | 分（Cent）                  | 牙買加元镑       | 牙买加银行（页面存档备份，存于）                                               |
| 墨西哥         | 墨西哥披索          | $        | 分（Cent）                  | 无               | 墨西哥银行（页面存档备份，存于）                                               |
| 尼加拉瓜       | 尼加拉瓜科多巴      | C$       | 分（Centavo）               | 尼加拉瓜比索     | 尼加拉瓜中央银行                                                               |
| 巴拿马         | 巴拿马巴波亚 美元   | B/. $    | 分（Centésimo） 美分        | 哥倫比亞披索     | 巴拿马国家银行                                                                 |
| 圣基茨和尼维斯 | 東加勒比元          | $        | 分（Cent）                  | 英屬西印度群島元 | 東加勒比中央银行（页面存档备份，存于）                                         |
| 圣卢西亚       | 東加勒比元          | $        | 分（Cent）                  | 英屬西印度群島元 | 東加勒比中央银行（页面存档备份，存于）                                         |
| [ 8 ]          | 東加勒比元          | $        | 分（Cent）                  | 英屬西印度群島元 | 東加勒比中央银行（页面存档备份，存于）                                         |
| 千里達及托巴哥 | 特立尼达和多巴哥元  | TT$      | 分（Cent）                  | 英屬西印度群島元 | 特立尼达和多巴哥中央银行（页面存档备份，存于）                                 |
| 美国           | 美元                | $        | 分（Cent）                  | 无               | 联邦储备系统（页面存档备份，存于）                                             |